# Silvana Terena
Silvana Terena é o nome popular de Silvana Dias de Souza de Albuquerque (Cuiabá, 31 de julho de 1975). Ela é uma indígena brasileira nascida em Mato Grosso, região centro-oeste do Brasil. Atualmente, Silvana é a Subsecretária de Políticas Públicas para População Indígena do Mato Grosso do Sul , e ela também é artesã.

## Infância e Educação

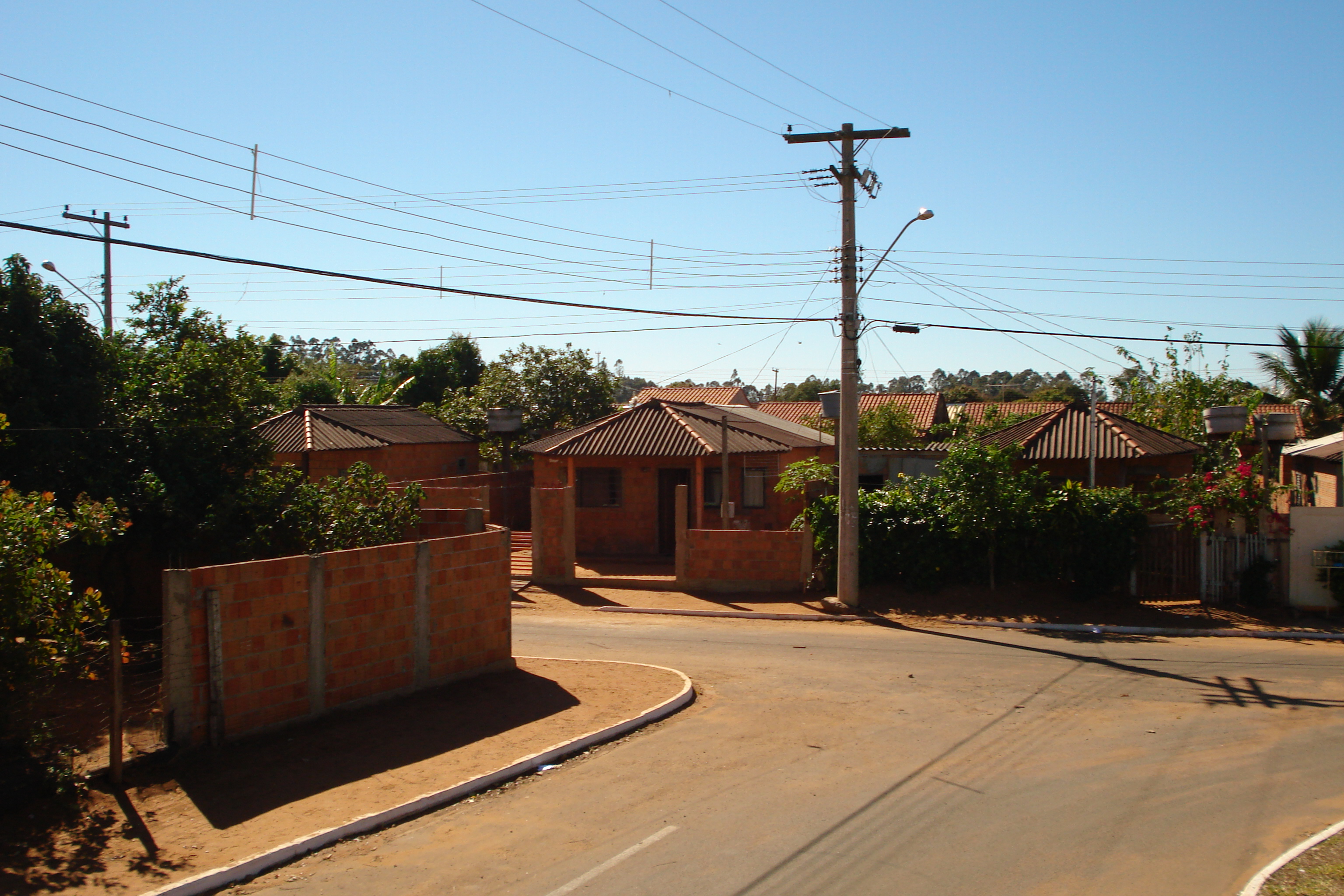
Reserva Indígena Urbana Marçal de Souza.

Silvana Terena vive e foi vice-presidente na primeira aldeia urbana de Mato Grosso do Sul, Marçal de Souza. Silvana nasceu em Cuiabá, no Mato Grosso, mas foi criada em Mato Grosso do Sul. Estudou na Escola Estadual Frederico Lieberman, no bairro Monte Castelo, em Campo Grande, e depois mudou-se para a aldeia indígena de Anastácio. Posteriormente, ela iniciou os estudos em história na Universidade Católica Dom Bosco (UCDB). Na aldeia indígena, ela conheceu lideranças que lutavam a favor de seu povo e decidiu também entrar para a política. Ela se filiou ao Partido Popular Socialista (PPS) e chegou a ser candidata a deputada federal em 2014, mas não foi eleita. 

## Luta pela demarcação de terras e promoção do bem-estar indígena
Para Silvana Terena a demarcação das terras indígenas é um dos maiores desafios das lideranças, e na ausência de apoio na demarcação de terras ela promove outros bens básicos como moradia e educação. Ela diz que a solução é buscar parcerias com os governos federal, estadual e municipal para ajudar o povo indígena de Mato Grosso do Sul.
Silvana participou na organização da Caravana da Saúde Indígena, uma iniciativa de trazer serviços médicos para comunidades indígenas. No ano de 2018, o serviço de mais do que 10 modalidades médicas diferentes foi levada a moradores de aldeias de etnias Terenas, Guaranis e Kaiowás.

## Pontos de vista políticos e filosóficos
Silvana acredita na importância do processo de fazer artesanato, que é parte de sua cultura. Ela diz que “é importante reconhecer o valor do material e de cada processo, desde o sentimental ao financeiro, para terem uma ideia de como é difícil ser indígena e sobreviver do artesanato” . Não somente vê o artesanato como uma forma de expressão cultural, mas também como uma forma de ganhar sua voz dentro da sociedade. 
Ela vê a importância da arte tanto como preservação de cultura indígena quanto de movimentação econômica para esse setor da população. Silvana acredita que os indígenas estão em busca de oportunidades não encontradas nas aldeias, por isso vão para as cidades, e portanto ela leva trabalho nas aldeias para que eles não tenham que sair delas.